# Forte Coligny
O Forte Coligny (em francês Fort Coligny) localizava-se na ilha de Serijipe (atual ilha de Villegagnon), no interior da baía de Guanabara, na atual cidade e estado do Rio de Janeiro, no Brasil.
Esta fortificação foi o núcleo do estabelecimento colonial francês conhecido como França Antártica (1555-1560), sob o comando de Nicolas Durand de Villegagnon (1510-1571). Seu nome foi uma homenagem a Gaspar II de Coligny.

## História

### A construção
Principiado ainda em 1555, após uma frustrada tentativa de estabelecimento de uma bateria artilhada na Isle Rattier, em Março de 1557 uma segunda expedição, sob o comando do Capitão Bois-le-Compte, sobrinho de Villegagnon, chegou à Guanabara com reforços: três navios novos e bem artilhados, transportando 290 colonos.
O calvinista Jean de Léry, integrante desse reforço, resumiu a chegada dos primeiros franceses ("Histoire d'un voyage faict en la terre du Brésil, autrement dite Amerique". La Rochelle, 1578):
"(…) Assim, antes de partir de França, Villegagnon prometeu a alguns honrados personagens que o acompanharam, fundar um puro serviço de Deus no lugar em que se estabelecesse. E depois de aliciar os marinheiros e artesãos necessários, partiu em Maio de 1555, chegando ao Brasil em novembro, após muitas tormentas e toda a espécie de dificuldades.
Aí aportando, desembarcou e tratou imediatamente de alojar-se em um rochedo na embocadura de um braço de mar ou rio de água salgada a que os indígenas chamavam Guanabara e que (como descreverei oportunamente) fica a 23° abaixo do Equador, quase à altura do Trópico de Capricórnio. Mas o mar daí o expulsou. Constrangido a retirar-se avançou quase uma légua em busca de terra e acabou por acomodar-se numa ilha antes deserta, onde, depois de desembarcar sua artilharia e demais bagagens, iniciou a construção de um forte, a fim de garantir-se tanto contra os selvagens como contra os portugueses que viajavam para o Brasil e aí já possuem inúmeras fortalezas." (LÉRY, 1972:22)
Especificamente sobre a ilha e a sua fortificação, prossegue:
" Uma légua mais adiante, encontra-se a ilha onde nos instalamos e que, como já observei, era desabitada antes de Villegagnon chegar ao país; com meia milha de circunferência e seis vezes mais comprida do que larga, e rodeada de pedras à flor d'água, o que impede se aproximem os navios mais perto do que a distância de um tiro de canhão, e a torna naturalmente fortificada. Com efeito ninguém pode ali atracar, nem mesmo em pequenos barcos, a não ser pelo lado do porto, situado em posição contrária ao mar alto. Bem guarnecida, não fora possível forçá-la nem surpreendê-la, como depois de nosso regresso o fizeram os portugueses por culpa dos que lá ficaram. Ademais, nas extremidades dessa ilha existem dois morros nos quais Villegagnon mandou construir duas casinhas, edificando a sua, em que residiu, no centro da ilha em uma pedra de cinqüenta a sessenta pés de altura. De ambos os lados desse rochedo, aplainamos e preparamos pequenos espaços onde se construíram não só a sala, onde nos reuníamos para a prédica e a refeição, mas ainda vários outros abrigos em que se acomodavam cerca de oitenta pessoas, inclusive a comitiva de Villegagnon. Entretanto, a não ser a casa situada no rochedo, construída com madeiramento, e alguns baluartes para artilharia, revestidos de alvenaria, o resto não passava de casebres de pau tosco e palha construídos à moda dos selvagens, que de fato os fizeram. Eis, em poucas palavras, em que consistia o forte que Villegagnon denominou Coligny, pensando ser agradável ao senhor Gaspar II de Coligny, almirante de França, sem o apoio do qual, como já disse no início, jamais tivera meios de fazer a viagem nem de construir nenhum forte no Brasil." (op. cit., p. 68-69)
O forte foi penosamente erguido com a mão-de-obra indígena (cerca de quarenta escravos adquiridos aos Tupinambás) e dos colonos:
"(…) Como sobremesa [ao jantar da recepção] própria para refazer-nos dos trabalhos do mar mandaram-nos carregar pedras e terra para as obras do forte de Coligny, que se achava em construção. (…) Assim, já de chegada e nos dias seguintes, sem necessidade nenhuma e sem nenhuma atenção ao estado de debilidade em que nos encontravamos por causa da viagem, (…) obrigou-nos Villegagnon a carregar terra e pedras para o seu fortim e isso desde a madrugada até à noite, apesar de nossa fraqueza, o que por certo constituía um tratamento mais rude que fora de esperar de um pai. Todavia (…) não houve entre nós quem não trabalhasse com alegria, acima de suas forças e por espaço de quase um mês naqueles serviços a que não estávamos acostumados." (op. cit., p. 52-53).
Entre as fontes portuguesas, o soldado Luís da Costa, integrante das forças de Mem de Sá, assim descreveu o conjunto:
Sobre o penedo, após a chamada colina das Palmeiras:
"Tinham [os Franceses] no baixo um baluarte feito em um penedo ao picão, coisa muito forte e com muita artilharia e munições." (Testemunho dos soldados in: Instrumento dos Serviços de Mem de Sá. Anais da Biblioteca Nacional, t. XXVIII, p. 183)
E sobre a fortaleza do alto:
"Tinha muita artilharia de fogo grossa e miúda, espingardas e lanças e corpos d'armas. (…) e não se podia entrar nela senão por um caminho em rochedo que seria de largura obra de três ou quatro palmos, e com guaritas e baluartes, tudo temeroso." (op. cit., p. 183.)

### A conquista

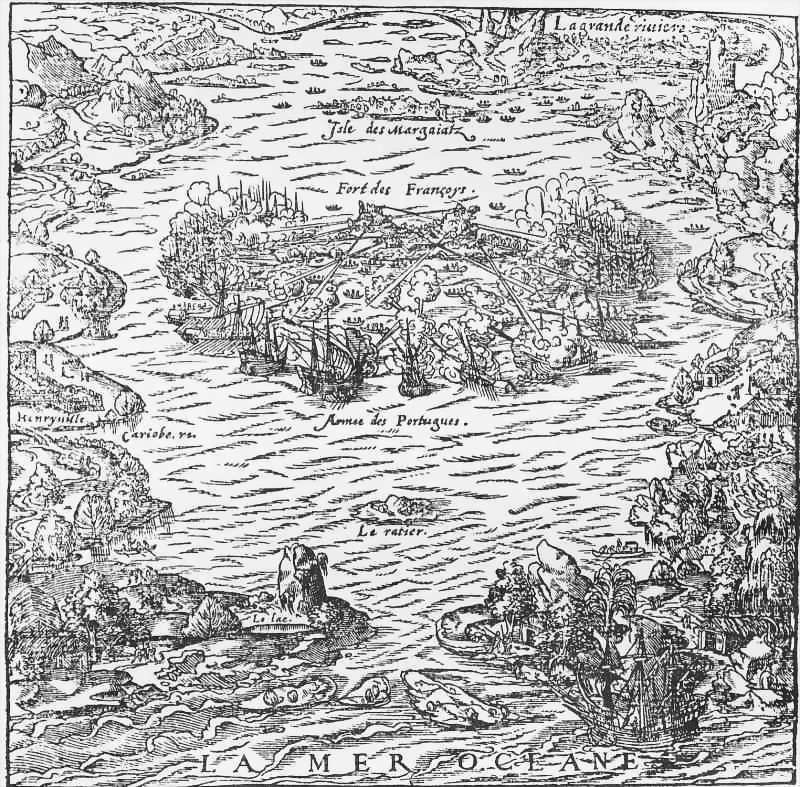
Ilustração do assalto das forças de Mem de Sá ao Forte Coligny, na baía de Guanabara, em 1560 (gravura publicada em "La Cosmographie Universelle, c. 1560).

Embora a colônia tenha apresentado um bom desenvolvimento inicial, as rígidas normas disciplinares de Villegagnon acabaram por dividir os colonos. Desde fevereiro de 1556 parte deles abandonou o abrigo da ilha para viver com os indígenas, parte retornou à França, onde as suas denúncias fazem abortar a organização de uma terceira expedição com reforços. Em outubro de 1558, Villegagnon voltou à França, deixando Bois-le-Comte no governo da França Antártica.
Nesse momento ocorreu a reação dos portugueses, que armaram uma expedição para expulsar os invasores. Sob o comando do governador-geral Mem de Sá (1558-1572), 120 portugueses apoiados por cerca de 140 índios flecheiros em canoas, tupinambás e temiminós, cercaram a ilha, defendida por 74 franceses com o apoio de cerca de mil índios Tamoios, intimando Bois-le-Comte à rendição. Bois-le-Comte respondeu ao governador-geral que se não fosse por ordem do próprio Henrique II, jamais abandonaria a fortificação erguida por eles. Além disso, descreveu os aparatos militares que dispunha e declarou que estava pronto para a batalha. Ante a negativa, após vinte dias de cerco, os portugueses atacaram o fortim na manhã de 15 de março de 1560.
Um marujo português, nadando até à ilha, fez saltar o paiol de pólvora, levando os franceses a desistirem da luta e fugir, a maioria para a França e cerca de 20 para o continente, onde se abrigaram junto aos aldeamentos indígenas aliados. A fortificação assim conquistada (16 de março), foi arrasada, uma vez que Mem de Sá com os navios avariados e poucos homens, não dispunha de recursos para um estabelecimento definitivo na baía de Guanabara, regressando, a 3 de abril, a Salvador.
Um outro testemunho da aventura francesa na Guanabara é dado pelo frade franciscano André Thévet, que, integrando a primeira expedição, aqui permaneceu de Novembro de 1555 a Janeiro de 1556, publicando as suas observações na obra "Les singularités de la France antartique" (1557). O ataque português à chamada "Isle Henri" (1560) está relatado em carta do mesmo Thévet publicada na obra "La cosmographie universelle" (1571).
Pelo lado português, dispomos do relato do padre José de Anchieta, integrante da frota de Mem de Sá:
"Agora esta outra ilha ergue suas torres ferozes, / forte por suas rochas inacessíveis, fervendo ao embate / do mar furioso e gemendo ao som de grutas soturnas. / Para o lado do ocaso onde se levanta pequena colina: / uma que outra palmeira ao longe a cobre de sombra / com seus verdejantes leques. Perto dessa colina / está um alto rochedo talhado todo ao redor / pelo picão tenaz. Em cima do esguio rochedo / se eleva o baluarte altivo, prenhe de artilharia. / Mais além há uma pequena altura e à sua direita / uma cisterna, com casas dum lado e doutro, repleta de água. / Bombardas numerosas defendem as estreitas veredas. / Entre estas e a cisterna há enorme abertura, / onde as ondas remugem espumando de raiva. / Ponte de um pau dá estreita passagem por cima do abismo. / Transposto este, do lado da aurora esplandente, / depara-se um monte que parece subir às estrelas, / com escarpas a subir a pique em redor. É impossível / subir por aí ao cume, ou descer de lá para o baixo. / Um só caminho escarpado e estreito conduz à altura: tahou-o na pedra, à força de golpes teimosos / e muito suor, o duro picão dos Franceses. / E protegeu-o com baluartes de alvenaria. No cume / ergue-se a torre sob armação de grossos madeiros / defendida por bombardas e pela estratégia do posto: / O rochedo todo é inacessível e se lança às alturas / qual gigantesca montanha e inexpugnável penhasco. / (…)" ("De gestis Mendi de Saa". Versos 2547 a 2573.)
Ao final da campanha, Mem de Sá relatou à Regente:
"Suposto que vi muito e li menos, a mim me parece que se não viu outra fortaleza tão forte no mundo. Havia nela setenta e quatro franceses ao tempo que cheguei e alguns escravos; depois entraram mais de quarenta dos da nau [capturada] e outros que andavam em terra, e havia muito mais de mil homens dos que do gentio da terra, tudo gente escolhida e tão bons espingardeiros como os franceses." (Carta de Mem de Sá à Rainha-regente de Portugal, Catarina de Áustria (1557-1562), em 16 de Junho de 1560. RIHGB. Rio de Janeiro: Tomo XXVII Parte I, 1864. p. 13-15)
A excelência estratégica do local determinou que, posteriormente, ali fosse erguida uma nova estrutura defensiva pelos portugueses, a Fortaleza de São Francisco Xavier da Ilha de Villegagnon.